# Mluvící ruce

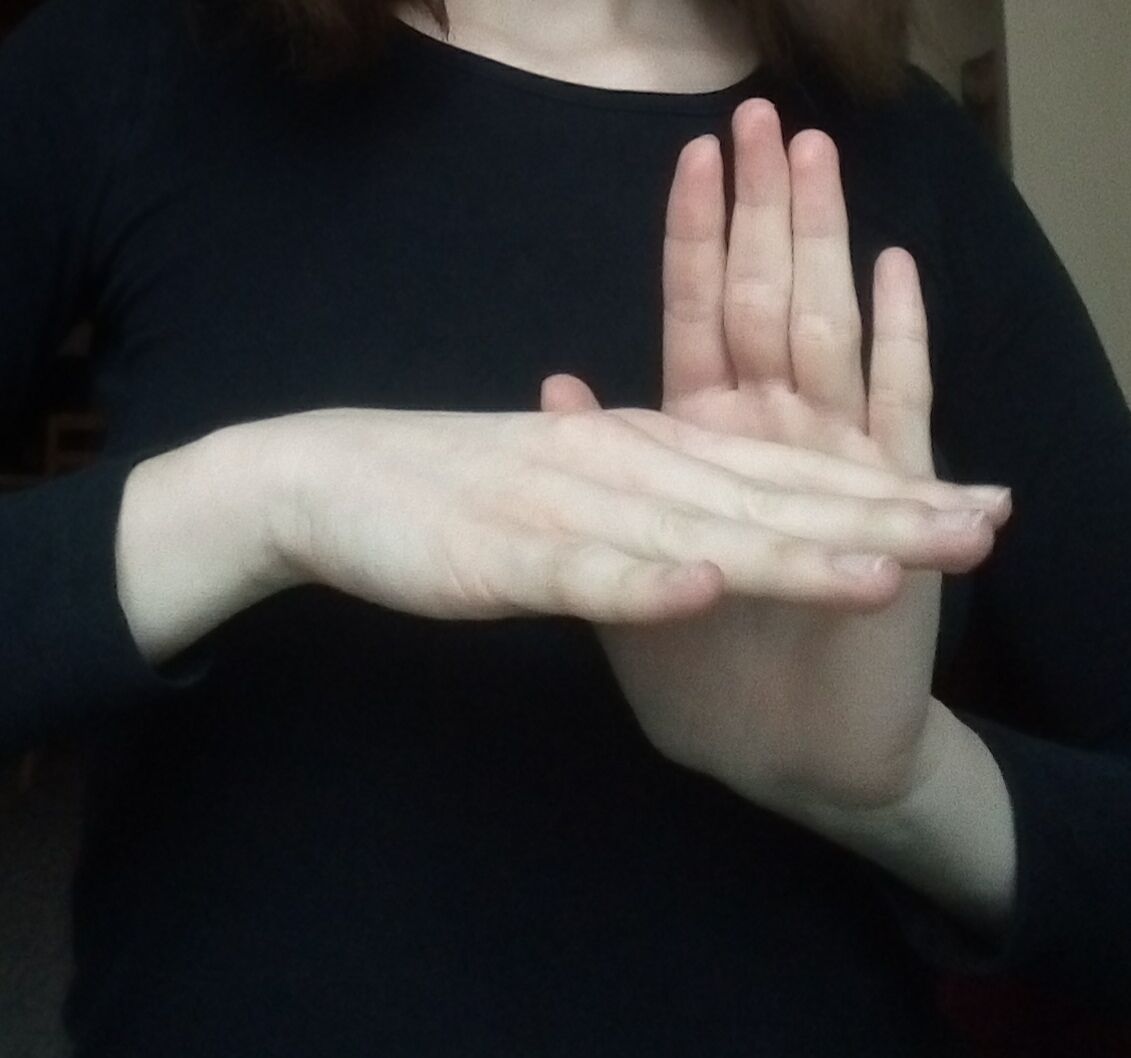
Aktuálně používaný znak festivalu Mluvící ruce

Mluvící ruce je divadelní přehlídka tvorby především neslyšících umělců, která se pořádá každoročně už od roku 1998 v Praze. Jde o projekt České unie neslyšících. Místo i čas akce se mění každým rokem – akce se odehrála například v divadlech ABC, Rokoko, Image Theatre a mnoha dalších.
Na projektu se podílejí slyšící i neslyšící všech věkových kategorií – zúčastnit se mohou jednotlivci, skupiny, školní třídy, rodiny s dětmi i senioři. Účastníci mohou vystoupit například s krátkou divadelní scénkou, storytellingem, uměleckým tlumočením, tancem, pohybovým divadlem apod.
Každý ročník má nějaké spojující téma, které se prolíná všemi vystoupeními.

## Historie
Festival Mluvící ruce se poprvé uskutečnil v roce 1998. Od té doby se pořádá každoročně, i když v roce 2011 bylo jeho konání nejisté, kvůli finančním problémům České unie neslyšících. Díky dobrovolnické sbírce se nakonec akce odehrála. I v roce 2020, přes nesnáze spojené s koronavirovou pandemií, se festival uskutečnil. Tématem bylo „30 let České unie neslyšících“.
V roce 2015 se festival uspořádal v prostorách sídla České unie neslyšících z důvodu oslav 25 let existence této organizace. Jinak se festival vždy pořádá na nějakém oficiálním místě – v určeném divadle, nebo v sále Městské knihovny Praha.
V roce 2017 byl vymyšlen oficiální znak festivalu Mluvící ruce, který se používá dodnes.